# Уинн, Рон
Рон Уинн (англ. Ron Wynn) — американский музыкальный критик, автор и редактор AllMusic.

## Биография
Уинн был редактором первого издания The All Music Guide to Jazz (1994), а с 1993 по 1994 год работал редактором по джазу и рэпу в All Music Guide. Уинн — бывший редактор New Memphis Star и бывший главный критик джазовой и поп-музыки в Bridgeport Post-Telegram и Memphis Commercial Appeal. Уинн писал для таких изданий как Billboard, The Village Voice, Creem, Rock & Roll Disc, Living Blues, The Boston Phoenix и Rejoice. Он автор биографической книги Тины Тернер — The Tina Turner Story. Уинн также внёс свой вклад в аннотации к многочисленным альбомам.
Номинант на премию «Грэмми» 1998 года за лучшую аннотацию (альбом From Where I Stand: The Black Experience In Country Music).